# NGC 3799
NGC 3799 ist eine Balken-Spiralgalaxie mit aktivem Galaxienkern vom Hubble-Typ SBb im Sternbild Löwe nördlich der Ekliptik. Sie ist schätzungsweise 145 Millionen Lichtjahre von der Milchstraße entfernt und hat einen Durchmesser von etwa 35.000 Lichtjahren. Gemeinsam mit NGC 3800 bildet sie das wechselwirkende Galaxienpaar ARP 83 oder KPG 296.
Halton Arp verzeichnete die Galaxie in seinem Katalog besonderer Galaxien aufgrund der dicht benachbarten  Galaxie. Diese Galaxie gehört zu der Klasse Spiralgalaxien mit einem großen Begleiter hoher Flächenhelligkeit auf einem Arm (Arp-Katalog).
Das Objekt wurde am 21. April 1832 von dem Astronomen John Herschel entdeckt.